# Circonscription de Melbourne

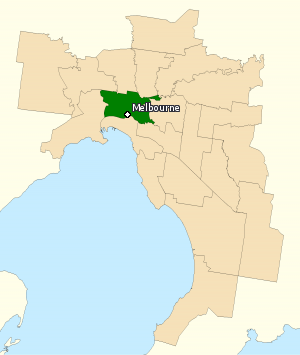
La circonscription de Melbourne (en vert) au Victoria.

La circonscription de Melbourne est la circonscription électorale australienne du centre de Melbourne au Victoria. La circonscription a été créée en 1901 et est l'une des 75 circonscriptions de la première élection fédérale. 
Elle comprend le centre-ville de Melbourne (CBD) et les quartiers d'Ascot Vale, Carlton, Collingwood, Docklands, Melbourne Nord, Melbourne Ouest, Fitzroy, Flemington, Kensington, Parkville et Richmond. Les quartiers de Brunswick et Brunswick Est sont partagés avec la circonscription de Wills.
Depuis 1904, elle était un siège sûr pour le parti travailliste mais en 2007, elle a été conservée de justesse en raison de la forte concurrence des Verts australiens. Les membres notables de la circonscription sont : Arthur Calwell, qui a servi comme chef de l'opposition de 1960 à 1967, et Lindsay Tanner, un économiste et auteur ayant été ministre des Finances de 2007 à 2010.

## Députés
| Nom               | Parti           | Période de mandat |
| ----------------- | --------------- | ----------------- |
| Malcolm McEacharn | Protectionniste | 1901–1904         |
| William Maloney   | Travailliste    | 1904–1940         |
| Arthur Calwell    | Travailliste    | 1940–1972         |
| Ted Innes         | Travailliste    | 1972–1983         |
| Gerry Hand        | Travailliste    | 1983–1993         |
| Lindsay Tanner    | Travailliste    | 1993–2010         |
| Adam Bandt        | Verts           | 2010–en cours     |